# Boot Hill

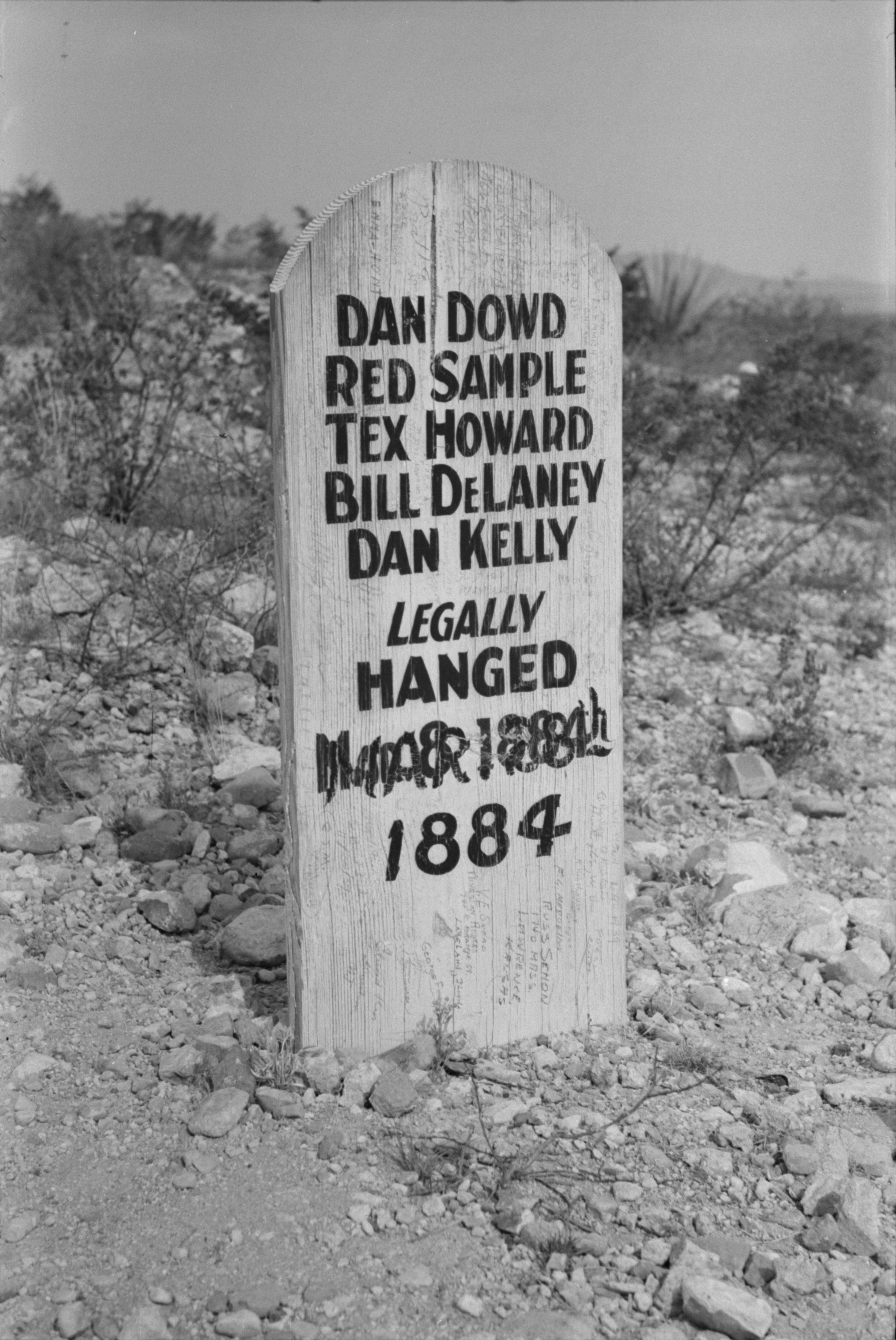
Gravsten på Boot Hill.

Boot Hill är en begravningsplats som grundades år 1878 på en mindre kulle nordväst om staden Tombstone. På denna historiska kyrkogård blev de flesta av Tombstones tidigaste invånare begravda. Namnet "Boot Hill" kommer från att de flesta som begravdes här antingen dog hastigt eller våldsamt med stövlarna (boots) fortfarande på sig. Ungefär 250 människor blev begravda här, med sitt namn säkerställt på gravstenen, innan kyrkogården stängdes för gott år 1886 då en ny begravningsplats öppnades vid Allen Street.
Alla gravstenar står inte på exakt den ursprungliga platsen där människorna blivit begravna. Under många år låg denna kyrkogård i en sorts dvala, och naturen har satt sina spår. Originalkors i trä blev nerbrutna och förmultnade snabbt och blev med tiden oläsbara. En del gravstenar kan vara felplacerade en meter eller två, men de flesta anses vara ganska nära sin ursprungliga plats. Under åren har Boot Hill blivit studerat och undersökt noga genom dokument och kartor.
Det finns också en del gravar utan namn, eftersom man oftast inte gick runt med ID-handlingar i bakfickan på den tiden. Om en människa hittades död, och varken familj eller vänner kunde identifiera personen, var det vanligt att begravningsentreprenören satte upp liket i skyltfönstret, på ett eller annat sätt nerkylt, så att människor som gick förbi hade möjlighet att identifiera den döde. En del blev enbart identifierade via sitt smeknamn.
I dag är Boot Hill ett favoritstopp för turister i Tombstone. Man kan besöka kyrkogården på adressen State Highway 80 i Tombstone, Arizona.

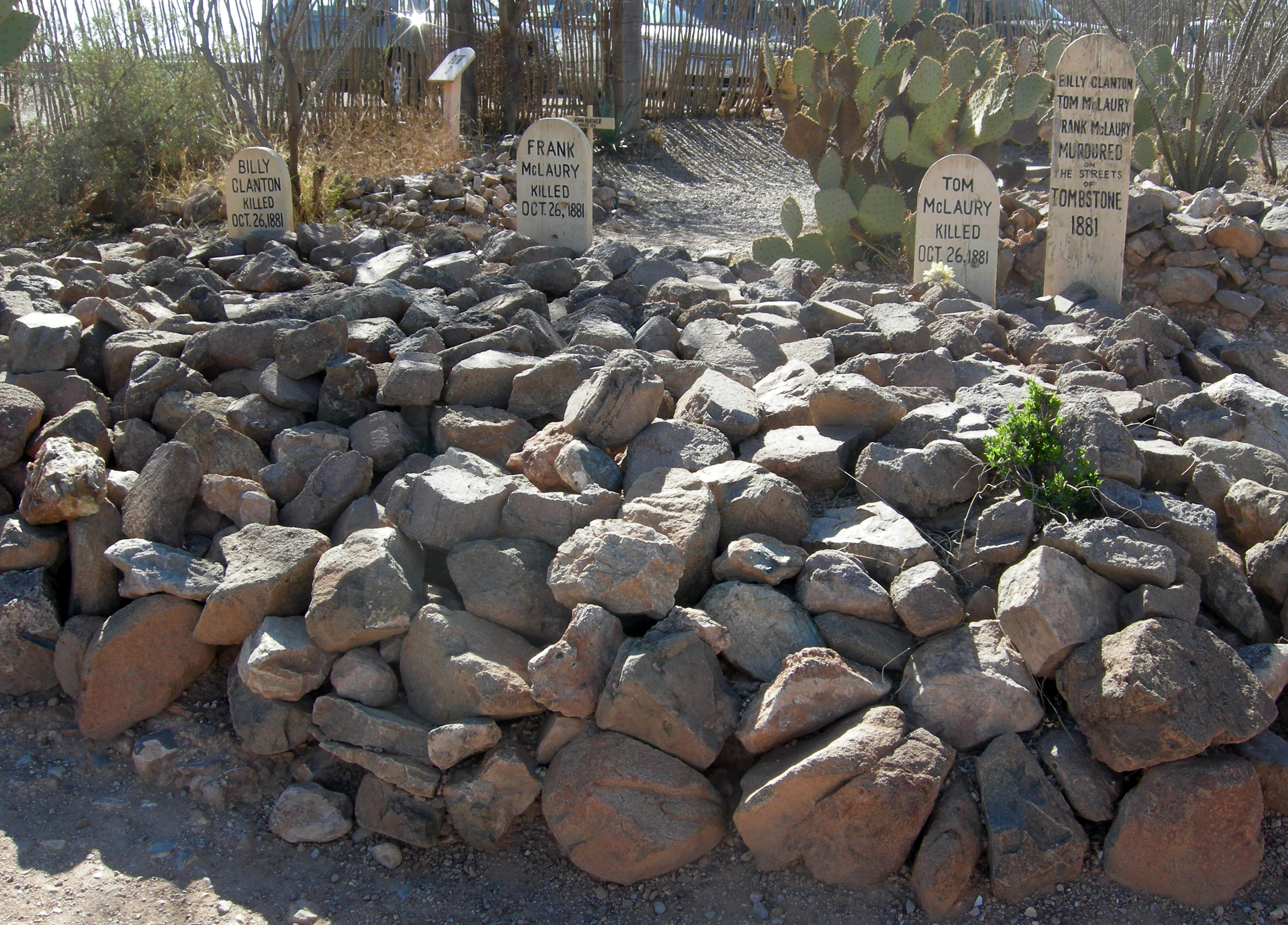